# 丽羽蜂鸟
丽羽蜂鸟（学名：Calypte costae），又名科氏蜂鸟或紫喉蜂鳥，是雨燕目蜂鸟科的一种鸟类。
丽羽蜂鸟体重约3.09克，翼长约44.7毫米，嘴峰长约19.2毫米，喙宽度约1.6毫米，喙厚度约1.6毫米，跗蹠长约4.4毫米，尾长约23.6毫米。丽羽蜂鸟是候鸟，其栖息在半开放的灌木丛中，食性为草食性，主要食物来源是植物的花蜜。
丽羽蜂鸟分布于美国西南部至下加利福尼亚南部和墨西哥西北部。该物种是单型物种，没有亚种分化。